# 1-naftol

1-naftol

1-naftol, též α-naftol (systematický název naftalen-1-ol, chemický vzorec C10H7OH), je aromatická organická sloučenina, vyskytující se za normálních podmínek jako bezbarvá krystalická pevná látka. Je izomerem 2-naftolu, liší se polohou hydroxylové skupiny na molekule naftalenu. Naftoly jsou naftalenové homology fenolu, s tím, že hydroxylová skupina je zde mnohem reaktivnější než u fenolů. Oba izomery jsou rozpustné v jednoduchých alkoholech, etherech a chloroformu. Lze je používat k výrobě barviv a v organické syntéze.
1-naftol je metabolitem insekticidů karbarylu a naftalenu. Společně s TCP zřejmě snižuje hladinu testosteronu u dospělých mužů.